# Laportea ovalifolia
Laportea ovalifolia là loài thực vật có hoa trong họ Tầm ma. Loài này được (Schumach. & Thonn.) Chew mô tả khoa học đầu tiên năm 1965.